# Ptochophyle stolida
Ptochophyle stolida är en fjärilsart som beskrevs av Louis Beethoven Prout 1934. Ptochophyle stolida ingår i släktet Ptochophyle och familjen mätare. Inga underarter finns listade.